# Мостовая, Анна Карповна
Анна Карповна Мостовая (20 октября 1925, Черниговский округ, Украинская ССР — 11 ноября 2018, Владивосток) — отделочница Владивостокской мебельной фабрики, Герой Социалистического Труда (1966).

## Биография
Родилась на Украине, ныне — Сребнянский район Черниговской области. В детстве вместе с семьёй переехала на Дальний Восток, где окончила школу и сельскохозяйственный техникум. Начала трудовую деятельность ветеринарным фельдшером в колхозе «Большевик» Черниговского района Приморского края. В годы Великой Отечественной войны работала путевым рабочим, обходчицей на железной дороге. В 1946—1950 годах проживала вместе с семьёй в Якутской АССР.
С 1950 года работала на Владивостокском деревообрабатывающем комбинате (позднее — Владивостокская мебельная фабрика) отделочницей. Была передовиком производства, регулярно перевыполняла планы. В 1966 году награждена орденом Трудового Красного Знамени.
Указом Президиума Верховного Совета СССР от 8 января 1974 года «за выдающиеся успехи в выполнении и перевыполнении планов 1973 года и принятых социалистических обязательств» Мостовой Анне Карповне присвоено звание Героя Социалистического Труда с вручением ордена Ленина и золотой медали «Серп и Молот».
Позднее работала бригадиром располировщиков отделочного цеха, а с 1975 года — инструктором производственного обучения. Вышла на пенсию в 1988 году.
Избиралась депутатом Первореченского районного, Владивостокского городского и Приморского краевого советов. Вела активную общественную работу в профсоюзах, городском женсовете, партийном комитете предприятия, была председателем совета наставников фабрики.
Ушла из жизни во Владивостоке 11 ноября 2018 года на 94-м году жизни.

## Награды
- Герой Социалистического Труда (08.01.1974)
- Орден Ленина (08.01.1974)
- Медаль «Серп и Молот» (08.01.1974)
- Орден Трудового Красного Знамени (17.09.1966)
- Почётный гражданин г. Владивостока (26.06.1980)
- Персональный пенсионер союзного значения (1988)